# Deyna Castellanos
Deyna Cristina Castellanos Naujenis (Maracay, 18 aprile 1999) è una calciatrice venezuelana, attaccante del Portland Thorns e della nazionale venezuelana.

## Carriera

### Club
Nata a Maracay, frequenta dal 2013 al 2016 la scuola calcio di Juan Arango, recordman di presenze della nazionale venezuelana maschile e giocatore in Europa con Maiorca e Borussia M'gladbach. Nel 2016 si trasferisce negli Stati Uniti d'America, per frequentare l'Università statale della Florida, a Tallahassee, dove continua a giocare a calcio, con il FSU Seminoles, squadra dell'Università. Contemporaneamente all'attività universitaria, nel 2017 va a giocare nel Santa Clarita Blue Heat nel campionato UWS
, dove vince la West Conference, arrivando alla finale nazionale, nella quale è sconfitta dal Grand Rapids. Le buone prestazioni (cinque gol in sette partite giocate) le fruttano l'inserimento nella squadra dell'anno della United Women's Soccer e il premio come MVP del torneo.
Nello stesso anno viene candidata dalla FIFA, insieme ad altre nove calciatrici, al premio The Best FIFA Women's Player, riconoscimento per la migliore giocatrice mondiale della passata stagione, giunto alla seconda edizione, dopo le 15 con il nome di FIFA Women's World Player of the Year. Diventa così la prima sudamericana non brasiliana in lizza per il premio, e una delle candidate più giovani di sempre, con i suoi 18 anni, la più giovane da quando il riconoscimento è diventato The Best. Riesce ad entrare anche nel trio delle finaliste, annunciate il 22 settembre, oltre che ad essere nominata per il Premio Puskás per il miglior gol dell'anno, unica donna tra i 10 finalisti, grazie alla rete da centrocampo con il Venezuela Under-17 contro il Camerun al Mondiale 2016, gol che era stato considerato il migliore del torneo. Entra nel novero dei tre finalisti anche per il Premio Puskás, annunciati il 9 ottobre. Chiude terza sia nel The Best FIFA Women's Player che nel Premio Puskás (dietro a Martens e Lloyd nel primo, Giroud e Masuluke nel secondo).

### Nazionale
Nel 2013, a 15 anni, inizia a giocare nella nazionale under-17 venezuelana. Con essa vince due edizioni del Sudamericano Under-17, nel 2013 in Paraguay e nel 2016 in casa, in Venezuela, dove è anche capocannoniere con 12 gol segnati. Nel 2014 è impegnata alle Olimpiadi giovanili a Nanchino, in Cina, dove vince l'argento, perdendo la finale per l'oro 5-0 contro la Cina e vincendo la classifica cannonieri con 7 reti. Nel 2014 e 2016 gioca due volte il Mondiale Under-17, rispettivamente in Costa Rica e Giordania, chiudendo in entrambi i casi al quarto posto e ottenendo diversi riconoscimenti: la Scarpa d'oro come miglior realizzatrice nel 2014, con 6 gol, come Gabriela García, la Palla di bronzo e la Scarpa di bronzo nel 2016, oltre al premio per il miglior gol del torneo, sempre nel 2016, per il 2-1 contro il Camerun nel girone. Chiude nel 2016 con lo score di 35 gol realizzati in 39 gare disputate.
Dal 2014 fa parte anche della nazionale maggiore venezuelana, con cui ha partecipato, a 15 anni, alla Copa América Femenina 2014 in Ecuador, nella quale la Vinotinto è uscita al girone.

## Statistiche

### Cronologia presenze e reti in nazionale
| Cronologia completa delle presenze e delle reti in nazionale ― Venezuela | Cronologia completa delle presenze e delle reti in nazionale ― Venezuela | Cronologia completa delle presenze e delle reti in nazionale ― Venezuela | Cronologia completa delle presenze e delle reti in nazionale ― Venezuela | Cronologia completa delle presenze e delle reti in nazionale ― Venezuela | Cronologia completa delle presenze e delle reti in nazionale ― Venezuela | Cronologia completa delle presenze e delle reti in nazionale ― Venezuela | Cronologia completa delle presenze e delle reti in nazionale ― Venezuela |
| Data                                                                     | Città                                                                    | In casa                                                                  | Risultato                                                                | Ospiti                                                                   | Competizione                                                             | Reti                                                                     | Note                                                                     |
| ------------------------------------------------------------------------ | ------------------------------------------------------------------------ | ------------------------------------------------------------------------ | ------------------------------------------------------------------------ | ------------------------------------------------------------------------ | ------------------------------------------------------------------------ | ------------------------------------------------------------------------ | ------------------------------------------------------------------------ |
| 11-9-2014                                                                | Riobamba                                                                 | Uruguay                                                                  | 1 – 3                                                                    | Venezuela                                                                | Coppa America 2014 - 1º turno                                            | -                                                                        |                                                                          |
| 13-9-2014                                                                | Ambato                                                                   | Ecuador                                                                  | 1 – 0                                                                    | Venezuela                                                                | Coppa America 2014 - 1º turno                                            | -                                                                        |                                                                          |
| 24-11-2017                                                               | Medellín                                                                 | Colombia                                                                 | 2 – 0                                                                    | Venezuela                                                                | Amichevole                                                               | -                                                                        |                                                                          |
| 26-11-2017                                                               | Caracas                                                                  | Venezuela                                                                | 0 – 1                                                                    | Colombia                                                                 | Amichevole                                                               | -                                                                        | 90+3’                                                                    |
| 5-4-2018                                                                 | Quito                                                                    | Ecuador                                                                  | 0 – 1                                                                    | Venezuela                                                                | Qual. Mondiali 2019                                                      | 1                                                                        |                                                                          |
| 7-4-2018                                                                 | Caracas                                                                  | Venezuela                                                                | 8 – 0                                                                    | Bolivia                                                                  | Qual. Mondiali 2019                                                      | 3                                                                        |                                                                          |
| 10-4-2018                                                                | La Paz                                                                   | Bolivia                                                                  | 4 – 0                                                                    | Venezuela                                                                | Qual. Mondiali 2019                                                      | -                                                                        | 81’                                                                      |
| 13-4-2018                                                                | Buenos Aires                                                             | Argentina                                                                | 2 – 0                                                                    | Venezuela                                                                | Qual. Mondiali 2019                                                      | -                                                                        |                                                                          |
| 19-6-2018                                                                | Caracas                                                                  | Venezuela                                                                | 2 – 1                                                                    | Giamaica                                                                 | Amichevole                                                               | 1                                                                        | 46’                                                                      |
| 25-6-2018                                                                | Barranquilla                                                             | Colombia                                                                 | 3 – 2                                                                    | Venezuela                                                                | Qual. Mondiali 2019                                                      | 1                                                                        | 38’                                                                      |
| 20-7-2018                                                                | San Jose                                                                 | Costa Rica                                                               | 2 – 1                                                                    | Venezuela                                                                | Amichevole                                                               | -                                                                        |                                                                          |
| 26-7-2018                                                                | Monterrey                                                                | Messico                                                                  | 3 – 1                                                                    | Venezuela                                                                | Qual. Mondiali 2019                                                      | -                                                                        |                                                                          |
| 30-7-2018                                                                | Port of Spain                                                            | Trinidad e Tobago                                                        | 0 – 1                                                                    | Venezuela                                                                | Amichevole                                                               | -                                                                        |                                                                          |
| 8-10-2019                                                                | Caracas                                                                  | Venezuela                                                                | 1 – 0                                                                    | Bolivia                                                                  | Amichevole                                                               | -                                                                        |                                                                          |
| 21-10-2021                                                               | Asunción                                                                 | Paraguay                                                                 | 1 – 4                                                                    | Venezuela                                                                | Amichevole                                                               | 2                                                                        | 73’                                                                      |
| 26-10-2021                                                               | Guayaquil                                                                | Ecuador                                                                  | 1 – 4                                                                    | Venezuela                                                                | Amichevole                                                               | 2                                                                        | 82’                                                                      |
| 10-4-2022                                                                | Bogotà                                                                   | Colombia                                                                 | 2 – 2                                                                    | Venezuela                                                                | Amichevole                                                               | 1                                                                        |                                                                          |
| 9-7-2022                                                                 | Armenia                                                                  | Uruguay                                                                  | 0 – 1                                                                    | Venezuela                                                                | Coppa America 2022 - 1º turno                                            | 1                                                                        |                                                                          |
| 16-7-2022                                                                | Armenia                                                                  | Perù                                                                     | 0 – 2                                                                    | Venezuela                                                                | Coppa America 2022 - 1º turno                                            | 1                                                                        | 75’                                                                      |
| 18-7-2022                                                                | Armenia                                                                  | Venezuela                                                                | 0 – 4                                                                    | Brasile                                                                  | Coppa America 2022 - 1º turno                                            | -                                                                        | 68’                                                                      |
| 22-7-2022                                                                | Armenia                                                                  | Venezuela                                                                | 0 – 1                                                                    | Argentina                                                                | Coppa America 2022 - 1º turno                                            | -                                                                        |                                                                          |
| 25-7-2022                                                                | Armenia                                                                  | Cile                                                                     | 1 – 1 (4 - 2 dtr)                                                        | Venezuela                                                                | Coppa America 2022 - Finale 5º posto                                     | 1                                                                        |                                                                          |
| 10-11-2022                                                               | Getafe                                                                   | Panama                                                                   | 3 – 1                                                                    | Venezuela                                                                | Amichevole                                                               | -                                                                        |                                                                          |
| 14-11-2022                                                               | Madrid                                                                   | Scozia                                                                   | 2 – 1                                                                    | Venezuela                                                                | Amichevole                                                               | 1                                                                        |                                                                          |
| 29-6-2023                                                                | Santa Tecla                                                              | Costa Rica                                                               | 0 – 4                                                                    | Venezuela                                                                | Giochi centramericani e caraibici 2023 - 1º turno                        | 1                                                                        | 61’                                                                      |
| 1-7-2023                                                                 | Santa Tecla                                                              | Venezuela                                                                | 4 – 1                                                                    | Haiti                                                                    | Giochi centramericani e caraibici 2023 - 1º turno                        | 2                                                                        |                                                                          |
| 3-7-2023                                                                 | Santa Tecla                                                              | Guatemala                                                                | 0 – 2                                                                    | Venezuela                                                                | Giochi centramericani e caraibici 2023 - 1º turno                        | 1                                                                        | 79’                                                                      |
| 6-7-2023                                                                 | Santa Tecla                                                              | Venezuela                                                                | 2 – 1                                                                    | El Salvador                                                              | Giochi centramericani e caraibici 2023 - Semifinale                      | 1                                                                        | 90+7’                                                                    |
| 8-7-2023                                                                 | Santa Tecla                                                              | Venezuela                                                                | 1 – 2                                                                    | Messico                                                                  | Giochi centramericani e caraibici 2023 - Finale                          | -                                                                        |                                                                          |
| 21-9-2023                                                                | Caracas                                                                  | Venezuela                                                                | 1 – 0                                                                    | Perù                                                                     | Amichevole                                                               | -                                                                        | 90+5’                                                                    |
| 25-9-2023                                                                | Maracaibo                                                                | Venezuela                                                                | 1 – 0                                                                    | Uruguay                                                                  | Amichevole                                                               | 1                                                                        | 46’                                                                      |
| Totale                                                                   |                                                                          | Presenze                                                                 | 30                                                                       |                                                                          | Reti                                                                     | 21                                                                       |                                                                          |

## Palmarès

### Club
- Supercoppa spagnola: 1

Atlético Madrid: 2021

### Nazionale
- Campionato sudamericano femminile under 17 di calcio: 2

Paraguay 2013, Venezuela 2016
- Medaglia d'argento ai Giochi olimpici giovanili estivi: 1

Nanchino 2014

### Individuale
- Scarpa d'oro del campionato mondiale under 17: 1

Costa Rica 2014 (6 gol, insieme a Gabriela García)
- Capocannoniere del Torneo olimpico giovanile: 1

Nanchino 2014 (7 gol)
- Capocannoniere del Sudamericano under 17: 1

Venezuela 2016 (12 gol)
- Palla di bronzo del campionato mondiale under 17: 1

Giordania 2016
- Scarpa di bronzo del campionato mondiale under 17: 1

Giordania 2016
- Gol del torneo del campionato mondiale under 17: 1

Giordania 2016
- Calciatrice dell'anno della United Women's Soccer: 1

2017
- Inserita nella squadra dell'anno della United Women's Soccer: 1

2017